# Ildefons Pauler
P. Ildefons Pauler OT (9. listopadu 1903, Jelenice (Vítkov) – 9. ledna 1996, Vídeň) byl duchovní a řeholník původem ze Slezska, který byl v letech 1970–1988 generálním opatem a velmistrem Řádu německých rytířů.